# Mihailo Lalić
Mihailo Lalić (cyrylicą: Михаило Лалић) (ur. 7 października 1914 w Trepčy, zm. 30 grudnia 1992 w Belgradzie) – pisarz serbski związany silnie z Czarnogórą.
W okresie międzywojennym był działaczem komunistycznym, za co spotkały go represje. Podczas wojny był aktywnym uczestnikiem ruchu narodowo-wyzwoleńczego. Był członkiem, i przez pewien czas wiceprezesem, Serbskiej Akademii Nauk i Sztuk.

## Charakterystyka twórczości
Tematyka jego utworów obejmuje działalność rewolucjonistów przed II wojną światową i walki partyzanckie podczas wojny. Jego utwory, szczególnie te dotyczące okresu wojny, nie mają charakteru epickiego, lecz skupiają się na wewnętrznych przeżyciach bohatera, który najczęściej jest czarnogórskim chłopem. Stąd książki Lalicia obfitują w wątki folklorystyczne i baśniowe.

### Główne utwory
- 1948 - Staze slobode (Ścieżki wolności, tom wierszy)
- 1949 - Izwidnica (Przednia straż, tom nowel)
- 1950 - Svadba (Wesele)
- 1953 - Zlo proljeće (Zła wiosna)
- 1955 - Raskid (Zerwanie)
- 1955 - Tajne bistrih voda (Tajemnice przejrzystych wód)
- 1956 - Na mjesečini (Przy brzasku księżyca)
- 1957 - Lelejska gora (Góra łez)
- 1960 - Hajka (Obława)
- 1970 - Pramen tame
- 1973 - Ratna sreća
- 1976 - Zatočnici
- 1982 - Dokle gora zazeleni
- 1983 - Gledajući dolje na drumove
- 1990 - Odlučan čovjek
- 1992 - Tamara